# L'uomo che sconfisse il boogie
L'uomo che sconfisse il boogie è un film documentario del 2006 di Davide Cocchi che racconta la storia di Aurelio Casadei, in arte Secondo, fondatore dell'omonima orchestra e massimo esponente del liscio romagnolo.

## Trama
Il film alterna immagini d'epoca alle testimonianze di studiosi e appassionati delle musiche dell'indimenticato maestro passando in rassegna, grazie all'affettuosa testimonianza della figlia Riccarda, gli aspetti più personali della vita di Secondo Casadei. La storia della musica dello Strauss di Romagna, forte di un larghissimo consenso popolare, diviene un mezzo per contestualizzare un'intera fase storica dai primi anni venti fino agli ultimi concerti all'alba degli anni settanta.
Lo snodo cruciale della vicenda è rappresentato dall'atmosfera festosa dei primi anni cinquanta quando le musiche di Secondo Casadei, già molto popolari prima dello scoppio della guerra riuscirono ad affermarsi nelle sale da ballo a scapito della più moderna industria musicale americana..
Il titolo dell'opera si riferisce ad un aneddoto del 1954, ripreso dalla stampa dell'epoca in cui Secondo avrebbe ridotto al silenzio a colpi di musica l'altra orchestra in programma per la serata, quella americana. Il musicista romagnolo a seguito di quell'episodio venne più volte celebrato dalla stampa come un vero e proprio liberatore, capace di far sopravvivere alle mode le antiche tradizioni popolari della musica da ballo romagnola.

## Genesi del documentario
L'idea del documentario venne al regista durante la preparazione di Ogni volta che te ne vai, in seguito all'ascolto di un CD di liscio avuto dal compositore musicale Andrea Guerra, figlio del noto poeta Tonino.

## Proiezioni e passaggi televisivi
- Speciale Serata Romagna andato in onda su History il 28 luglio 2006[6]
- Cineteca di Bologna, evento inaugurale della quattro giorni degli Stati Generali del Documentario il 20 settembre 2006.[3]

## Riconoscimenti
- 2006 - 1º Premio Categoria Folk, Pop & Jazz al Roma Music Docfest - Festival di Palazzo Venezia, con la seguente motivazione: "Poco dopo il cinquantenario dalla nascita di Romagna mia, un documentario ruspante come lo spirito della terra di cui ci parla, che rievoca sapientemente l'invenzione della musica popolare romagnola, raccontandoci contemporaneamente del momento politico nel quale nacque."